# 完井
完井是指人們在钻井作业完成后，讓油井做好生产准备的过程。这一過程主要包括安装生产管和相关的井下工具，以及根据需要进行穿孔。有时还包括套管的穿入和固井过程。在钻井之后，如果钻井液被清除，油井最终会自我封闭。套管可以确保这种情况不会发生，同时还可以保护井流不受外部侵入物（如水或沙）的影响。 